# Fernanda de Figueiredo
Maria Fernanda Fragoso de Figueiredo é uma atriz portuguesa.

## Biografia
Frequentou o curso de teatro do Conservatório Nacional.
Estreou-se em 1962 na peça "O Alfageme de Santarém" no Teatro Nacional D. Maria II. Passou depois pelo Teatro Monumental, Teatro do Gerifalto, Teatro da Estufa Fria, Teatro São Luiz, Teatro Aberto...
Fez teatro, cinema, televisão, rádio (teatro radiofónico) e dobragens.
Nos últimos anos tem-se dedicado mais à dobragem de desenhos animados.

## Televisão
- 1963 - "Um Quarto Com Vista Para o Mar"[6]
- 1963 - "Aconteceu no Bosque"
- 1964 - "O Amansar da Fera"
- 1964 - "Um Mês no Campo"[7]
- 1964 - "Preconceitos"
- 1965 - "Relações Sociais"
- 1965 - "Quatro Corações com Travão e Marcha Atrás"
- 1966 - "O Feitor Que Desceu à Cidade"
- 1968 - "O Marido da Vedeta"[8]
- 1969 - "Uma Mulher Formidável"
- 1969 - "Um Pássaro na Gaiola"
- 1975 - Povoação, Vende-se
- 1980 - Três Milagres
- 1990 - "Chuva de Maio"[9]
- 1990 - "Um Amor Feliz"[10][11]

## Cinema
- 1964 - "Nove Rapazes e Um Cão"[12]
- 1964 - "Fado Corrido"[13]
- 1965 - "Domingo à Tarde"[14]
- 1968 - "Cruz de Ferro"[15]

## Teatro
- 1962 - "O Alfageme de Santarém" - Teatro Nacional D. Maria II[16]
- 1962 - "Eva e Madalena" - Teatro Nacional D. Maria II[17][18]
- 1963 - "O Gato" - Teatro Monumental[19]
- 1964 - "O Amansar da Fera" - Teatro Monumental[20][21]
- 1965 - "Sinhá Eufémia" - Teatro Villaret[22]
- 1967 - "Maria Bonina" - Teatro do Gerifalto (Éden Teatro)
- 1968 - "O Leão da Estrela" - Teatro da Estufa Fria (Companhia de Teatro Popular)[23]
- 1968 - "O Jovem Mentiroso" - Teatro Laura Alves[24]
- 1969 - "O Inseparável" - Teatro da Estufa Fria (Companhia de Teatro Popular)[25]
- 1969 - "Sol na Floresta" - Teatro da Estufa Fria (Companhia de Teatro Popular)[26]
- 1970 - "A Cadeira da Verdade" - Teatro da Estufa Fria (CTP)[27]
- 1970 - "O Irmão" - Teatro da Estufa Fria (CTP)[28]
- 1970 - "Antígona" - Teatro da Estufa Fria (CTP)
- 1971 - "Barca Sem Pescador" - Teatro da Estufa Fria (Companhia de Teatro Popular)[29]
- 1971 - "A Salvação do Mundo" - Teatro São Luiz
- 1975 - "Avenida da Liberdade" - Teatro do Povo[30]
- 1976 - "Tudo no Jardim" - Teatro São Luiz[31]
- 1977 - "Faustino Limitada" - Teatro São Luiz[30]
- 1981 - "A Tragédia da Rua das Flores" - Teatro Maria Matos[32]
- 1982 - "As Mulheres Também Perderam a Guerra" - Teatro São Luiz[33]
- 1984 - "A Boa Pessoa de Setzuan" - Teatro Aberto[34]
- 1988 - "Os Velhos Não Devem Namorar" - Teatro Ibérico[35]
  - lista incompleta

## Rádio - Teatro radiofónico
- 1966 - Teatro das Comédias - O Vilão e o Seu Rincão [36]
- 1968 - Noite de Teatro - A Tutinegra Real
- 1968 - Teatro dos Nossos Dias - Federico Garcia Lorca e o Teatro dos Poetas
- 1970 - José Bálsamo (folhetim)
- 1970 - Noite de Teatro - Os Anéis
- 1971 - Teatro das Comédias - Gracinha, Diálogo de Luzia
- 1971 - Teatro das Comédias - Matrimónio Secreto
- 1971 - Teatro das Comédias - Testamento Engenhoso
- 1971 - Teatro das Comédias - Musotte
- 1971 - Teatro dos Nossos Dias - O Leque de Lady Windermere e Uma Mulher sem Importância
- 1971 - Serões da Província (folhetim)
- 1974 - Teatro dos Nossos Dias - As Três Irmãs
- 1974 - Mini-Teatro - Amparo de Mãe[37]
- 1976 - Mini-Teatro - A Pedra Filosofal
- 1977 - Mini-Teatro - O Cofre dos Cem Tesouros
- 1977 - Tempo de Teatro - O Escriba Acocorado
- 1977 - Tempo de Teatro - Uma Noite em Sorrento
- 1978 - As Desencantadas (folhetim)
- 1978 - A Cabana do Pai Tomás (folhetim)
- 1978 - Tempo de Teatro - A Nova Secretária[38]
- 1980 - Tempo de Teatro - A Receita dos Lacedemónios
- 1982 - Tempo de Teatro - As Quatro Rapariguinhas
- 1982 - Os Miseráveis (folhetim)
- 1983 - Tempo de Teatro - A Vida Para o Tempo
- 1983 - Tempo de Teatro - Teatro Contemporâneo III
- 1983 - Tempo de Teatro - Exaltação
- 1985 - Tempo de Teatro - A História de Venâncio
- 1986 - Tempo de Teatro - O Armazém de Noivas
- 1987 - Tempo de Teatro - O Homem Que Tinha o Coração nas Montanhas
- 1988 - Tempo de Teatro - A Dívida
- 1988 - Tempo de Teatro - Nos Bastidores
- 1989 - Tempo de Teatro - Menina Olímpia e a Sua Criada Belarmina
- 1989 - Tempo de Teatro - O Embruxado
- 1989 - Tempo de Teatro - A Marselhesa
- 1989 - Tempo de Teatro - Invento
- 1989 - Tempo de Teatro - Do Fundo do Teatro
- 1989 - Tempo de Teatro - Amorosamente
- 1989 - Tempo de Teatro - À Beira da Estrada
- 1990 - Tempo de Teatro - Boatos Que Espigam
- 1990 - Tempo de Teatro - Romântico
- 1990 - Tempo de Teatro - Casa do Pinhal
- 1991 - Tempo de Teatro - Família a Quanto Obrigas
- 1991 - Tempo de Teatro - O Último Crime
- 1992 - Noite de Teatro - Sublime Decisão
- 1992 - Tempo de Teatro - Foi Pelo Natal
- 1993 - Tempo de Teatro - Acerto de Contas
- 1995 - Tempo de Teatro - No Moinho[39]
- 1997 - Teatro Imaginário - Calígula Já Calça 42[40]~
- 1998 - Tempo de Teatro - A Incrível Herança do Senhor Boaventura
- 1998 - Tempo de Teatro - Filomena ou Sessenta Anos da Vida de uma Mulher
- 1998 - Tempo de Teatro - Enfim, Veneza!
- 2002 - Teatro Imaginário - A Fada Oriana[41]
- 2003 - Teatro Imaginário - O Mandarim[42]

- -     -       - Lista muito incompleta